# Marcus Furius Bibaculus
Marcus Furius Bibaculus war im römischen Reich ein zu seiner Zeit, dem 1. Jahrhundert v. Chr., moderner und mittelloser Dichter aus der Familie der Furier, der zum Kreis der Neoteriker gezählt wird.
Laut Hieronymus wurde Furius Bibaculus 103 v. Chr. in Cremona geboren, doch dürfte er etwas jünger gewesen sein. Er wird mit dem nur Furius genannten Adressaten einiger Werke Catulls, der Gedichte 11, 16, 23 und 26, identifiziert, aus denen hervorgeht, dass er auch mit Juventius und Aurelius befreundet war.
Seine eigenen Werke sind bis auf Fragmente verloren. Darunter waren Epigramme und iambi, in denen er gegen Caesar und Octavian auftrat, sowie ein Prosawerk Lucubrationes. Die Zuschreibung von weiteren Werken ist in der Forschung umstritten.